# Xoanon
Uno xoanon (in greco antico: ξόανον?; plurale: ξόανα xoana, dal verbo ξέειν, xeein, intagliare o raschiare il legno ) era un'arcaica immagine cultuale in legno della Grecia antica.  I greci classici associavano tali oggetti di culto, se aniconici o effigie, con il leggendario Dedalo.  Molte di tali immagini cultuali furono conservate in tempi storici, sebbene nessuna sia sopravvissuta fino ad oggi, eccetto laddove le loro immagini vennero copiate nella pietra o nel marmo. Nel secondo secolo d.C., Pausania descrisse numerosi xoana nella sua Descrizione della Grecia, particolarmente l'immagine di Era nel tempio a lei dedicato a Samo, affermando che "La statua di Era Samia, come dice Aethilos, era dapprima una trave in legno, ma in seguito, quando Prokles  fu governatore, venne umanizzata nella forma". Nei suoi viaggi, Pausania non fa mai menzione di aver visto uno xoanon di un uomo mortale.

## Tipi di xoana
Alcuni tipi di xoana arcaici possono essere riflessi nelle arcaiche versioni in marmo, come l'Hera di Samo (Museo del Louvre) simile a un pilastro, la piatta "Hera di Delo" o alcuni tipi di kouros che possono essere stati usati per rappresentare Apollo.
Un tipo differente di figura di culto dove faccia, mani e piedi venivano intagliati nel marmo, mentre il resto del corpo era fatto di legno, viene chiamata acrolito. Le parti in legno erano solitamente coperte con tessuto o foglia d'oro.

## Legno e tessuti
Per Strabone, lo xoanon "intagliato" può essere anche in avorio; Pausania, tuttavia, usa sempre il termine xoanon al meglio, in senso stretto, per denotare un'immagine in legno; a Corinto Pausania annota che "Il santuario di Atena Chalinitis è nei pressi del teatro, e vicino a esso vi è uno xoanon scoperto di Eracle, che si diceva fosse stato realizzato da Dedalo. Tutti i lavori di questo artista, sebbene alquanto sgraziati a vedersi, hanno in essi, nonostante tutto, un tocco di divino". (Descrizione, 2.4.5)
(Pausania, 9.40.3)

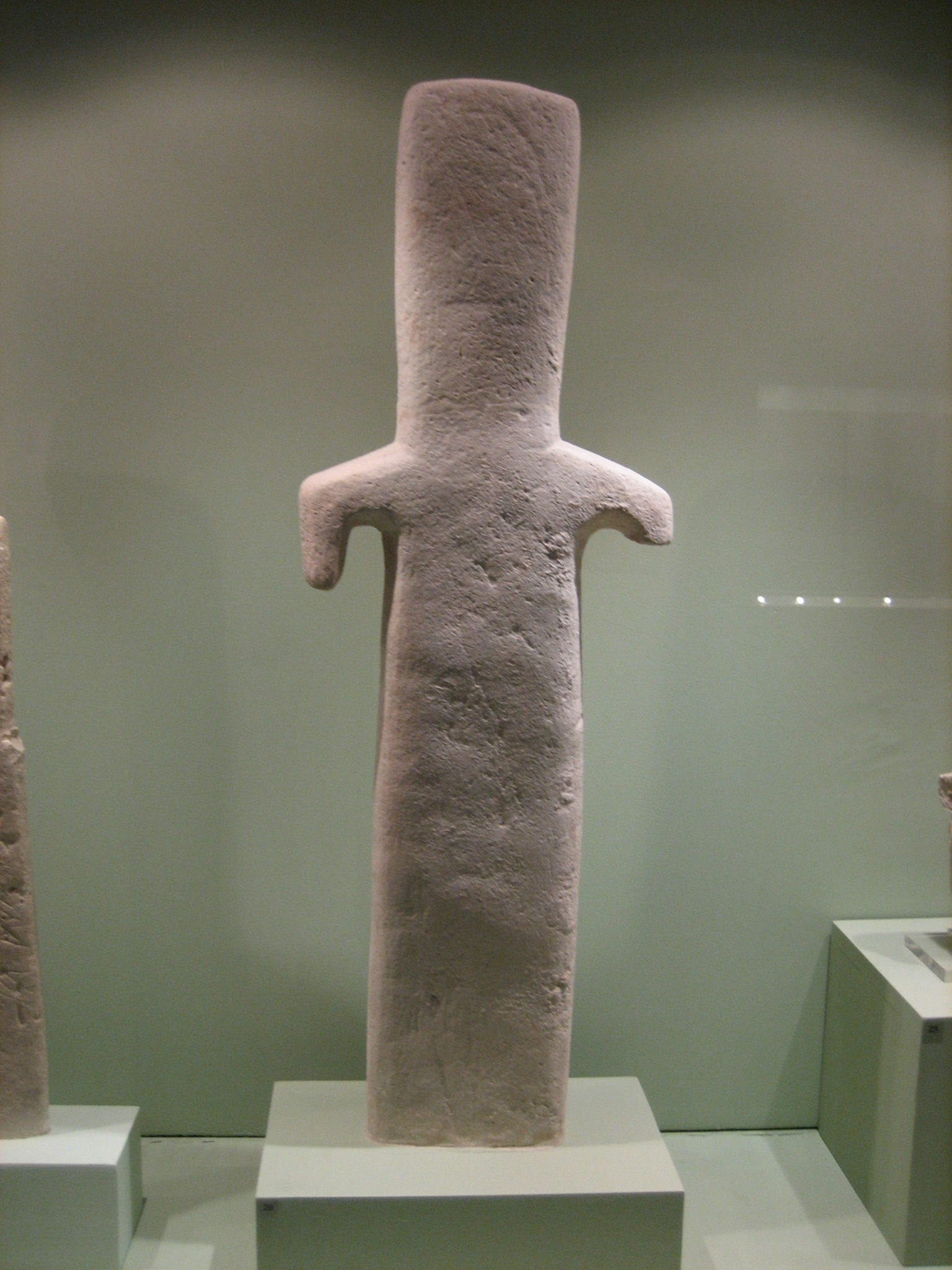
"Figura a tavola" di gesso, databile in un arco di tempo che va dall'Antico Cipriota III al Medio Cipriota I, 1900-1800 a.C. (Museo di Arte Cicladica, Atene)

Simili xoana vennero ascritti dai greci al contemporaneo di Dedalo, l'ugualmente leggendario Smilide. Tali figure furono spesso vestite con vero materiale tessile, come il peplo il quale era tessuto e cerimonialmente consegnato ad Atena, sull'Acropoli di Atene.
Il legno di cui uno xoanon era intagliato era spesso simbolico: legni d'olivo, pero, vitex, quercia , sono tutti specificamente menzionati.
Ad Atene, nell'Eretteo, un antico legno d'olivo , effigie di Atena (il Palladio), veniva conservato. Gli ateniesi credevano che fosse caduto sulla terra dai cieli, come un dono ad Atene; esso poteva ancora essere visto nel secondo secolo d.C. Sull'isola di Icaria un pezzo grezzo di legno veniva venerato come lo spirito di Artemide in esso contenuto o rappresentato (Burkert). Ovidio nelle Metamorfosi (X, vv. 693 ss.) descrive come nella grotta di Cibele siano state viste numerose immagini in legno.

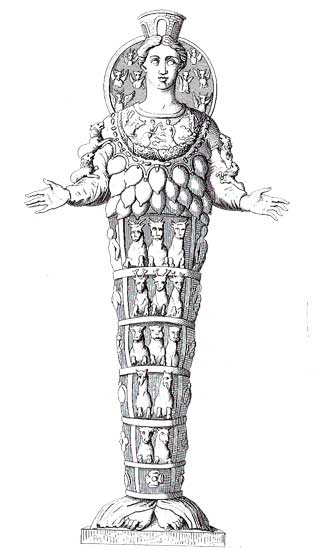
Sintetizzando la Signora di Efeso come Diana Aventina: una copia romana in marmo della riproduzione greca di uno xoanon perduto del periodo geometrico (incisione del XVIII secolo)

## Copie delle immagini di venerazione
Una tale immagine arcaica di legno della dea taurica venne rubata da Ifigenia e Oreste in Ifigenia in Tauride (versi 1359-59). Considerata l'importanza dello xoanon nel culto locale ci si assicurava che esso sarebbe stato accuratamente copiato quando le colonie venivano fondate, e portato via dai coloni dalla città madre.
Strabone (4.1) riporta che la metropoli Massalia (attuale Marsiglia) venne fondata dai focesi. Il loro culto di Artemide ad Efeso venne trasferito con la colonia, giustificato nel mito di fondazione da un sogno, e la rappresentazione artistica dell'immagine di culto — Strabone usa il termine diathesis (greco διάθεσις) — venne ri-esportata nelle sotto-colonie massaliote, "dove essi tenevano la stessa diathesis dello xoanon, e tutti gli altri usi precisamente gli stessi come era consuetudine nella città-madre" .
Similmente, si andavano cementando i legami culturali tra la colonia di focesi a Massalia e la comunità di focesi a Roma, "tra gli altri, i romani hanno consacrato lo xoanon di Artemide sull'Aventino, prendendo lo stesso modello dai Massalioti" (Strabone, 4.1.5). Così l'immagine di culto della Signora di Efeso, identificata come Artemide nella cultura greca, fu ridefinita come Diana Aventina a Roma, di cui sopravvivono copie marmoree (illustrazione, a sinistra).